# Dentherona dispar
Dentherona dispar är en snäckart som först beskrevs av Brazier 1871.  Dentherona dispar ingår i släktet Dentherona och familjen Charopidae. Inga underarter finns listade i Catalogue of Life.